# Кенашка
Кенашка — река на полуострове Камчатка в России. Протекает по территории Быстринского и Соболевского районов. Длина реки — 51 км. Площадь водосборного бассейна — 188 км².
Начинается в болотах южнее заброшенного села Тваян. Течёт в северо-западном направлении параллельно Иче через болота. Впадает в реку Ича слева на расстоянии 40 км от её устья на высоте около 27,2 метра над уровнем моря. Ширина реки около устья Открытого — 8 метров, глубина — 0,6 метра, дно твёрдое.
Основные притоки — Средний, Поворотный, Сигнальный, Спорный, Открытый, Кривун (все — левые).
По данным государственного водного реестра России относится к Анадыро-Колымскому бассейновому округу. Код водного объекта — 19080000212120000030416.